# Dion Ignacio
Dion Joseph Ignacio (28 de marzo de 1986, Siniloan, Laguna, Filipinas) es un actor, cantante y músico filipino. Popularmente conocido en su papel de Raúl Agoncillo en la telenovela Saan Darating Ang Umaga, papel originalmente interpretado por el ídolo adolescente de 1980, Raymond Lauchengco. Su papel más notable en la televisión fue el drama "Magdalena", en la que se empareja con Bela Padilla.

## Biografía
Ignacio fue famoso después de unirse a Starstruck. Fue uno de los Vengadores StarStruck, un multitalentoso galán de Starstruck . Mostró sus habilidades de roquero como bajista de la All Star Band, y con una película en su haber, junto con huéspedes de la TV. Jugó varios papeles como a un villano, y protagonista o personaje secundario en diversos espectáculos. Dion es también miembro de Studs , un grupo de varones.
A partir de 2008 , actúa de un hombre que lleva a Yasmien Kurdi en Sine Novela, Saan Darating Ang Umaga. Y se inmortaliza en un papel originalmente interpretado por Rustom Cariño-Padilla en el nuevo Sine Novela Ngayon at Kailanman. Fue coprotagonista en la comedia de TV con Maxene Magalona y Nadine Samonte en My Lover ,My Wife.